# Джеймс Бей
Джеймс Бей (англ. James Bay, нар. 4 вересня 1990 року) — британський співак, композитор і гітарист. Народився і виріс в торговому містечку Хітчін, графство Гартфордшир, Англія, навчався в Хітчинській школі для хлопчиків, а потім у Британсько-Ірландському Інституті Сучасної Музики (Університет BIMM) у Брайтоні. Його дебютний студійний альбом під назвою «Chaos and the Calm» побачив світ 23 березня 2015 року.

## Кар'єра
Представник звукозаписової компанії Republic Records побачив завантажене шанувальником на You Tube відео із виступом Джеймса у місцевому пабі. І вже через кілька місяців Бей полетів до Нью-Йорка, щоб підписати контракт на запис музики.
У липні 2013 року Бей виступав у Гайд-парку перед концертом легендарних The Rolling Stones, якими він захоплюється з дитинства.
Джеймс Бей випустив дебютний міні-альбом, The Dark of The Morning, 18 липня 2013 року. Його другий міні-альбом, Let It Go, був випущений 12 травня 2014 року. Міні-альбом Let It Go дебютував у чарті Топ-10 альбомів iTunes, лід-сингл, під назвою «Let It Go», потрапив на 62 сходинку британських чартів 27 вересня 2014 року. Бей виступав під час модного показу Burberry, чим значно збільшив кількість своїх шанувальників. Співак також записав ексклюзивно для сторінки цього бренду на You Tube акустичну версію пісні Let It Go. У 2014 році Джеймс гастролював із Хозьєром, включно із солд-аут концертом у Бостоні в Хелловінську ніч, коли він виступав з намальованим черепом на половину обличчя. 4 грудня 2014 року було оголошено, що він виграв у номінації Вибір критиків на BRIT Awards. Статуетку Джеймсу вручать під час офіційної церемонії нагородження 25 лютого 2015-го року. Дебютний альбом «Chaos and the Calm» Бей записав із продюсером Джекі Кінгом (Jacquire King) у Blackbird Studios, що в Нешвіллі.

## Цікаві факти
У Джеймса є рідний старший брат Алекс Бей, який теж займається музикою.

## Дискографія

### Студійні альбоми
| Назва              | Деталі |
| ------------------ | --- |
| Chaos and the Calm | - Випущено: 23 березня, 2015 - Лейбл: Republic Records - Формат: CD, Цифрове скачування                                  |
| Electric Light     | - Випущено: 18 May 2018 - Лейбл: Virgin EMI, Republic - Формат: CD, DL, LP - Продюсер: Джеймс Бей, Джон Ґрін, Пол Епворт |

### Міні-альбоми
| Назва                   | Деталі                                                                                       |
| ----------------------- | -------------------------------------------------------------------------------------------- |
| The Dark of the Morning | - Випущено: 18 липня, 2013 - Лейбл: Universal, Republic Records - Формат: Цифрове скачування |
| Let It Go               | - Випущено: 12 травня, 2014 - Лейбл: Republic Records - Формат: Цифрове скачування           |
| Hold Back the River     | - Released: 21 листопада, 2014 - Лейбл: Republic Records - Формат: Цифрове скачування        |

### Сингли
| 2014                                                                        | «Hold Back the River» | 18 | 13 | 36 | 91 | 37 | 16 | Chaos and the Calm |
| 2015                                                                        | «Let It Go»           | 62 | —  | —  | —  | —  | —  | Chaos and the Calm |
| «—» позначає сингли, що не потрапили в чарти або не були офіційно випущені. |                       |    |    |    |    |    |    |                    |

## Нагороди та номінації
| Рік  | Нагорода      | Номінація                                | Результат   |
| ---- | ------------- | ---------------------------------------- | ----------- |
| 2015 | BRIT Awards   | Вибір критиків                           | Перемога    |
| 2015 | MTV           | Відкриття року                           | Номінація   |
| 2015 | BBC           | Голос року                               | Друге місце |
| 2016 | Grammy Awards | Найкращий новий артист                   | Номінація   |
| 2016 | Grammy Awards | Найкращий рок-альбом                     | Номінація   |
| 2016 | Grammy Awards | Найкраща рок-пісня                       | Номінація   |
| 2016 | BRIT Awards   | Британський прорив                       | Номінація   |
| 2016 | BRIT Awards   | Британський чоловічий сольний виконавець | Перемога    |
| 2016 | BRIT Awards   | Британський сингл року                   | Номінація   |
| 2016 | BRIT Awards   | Британський альбом року                  | Номінація   |